# William Purington Cole Jr.
William Purington Cole Jr. (ur. 11 maja 1889, zm. 22 września 1957 w Baltimore, Maryland) – amerykański polityk związany z Partią Demokratyczną. Dwukrotnie, najpierw w latach 1927–1929 i ponownie w latach 1931–1942 był przedstawicielem drugiego okręgu wyborczego w stanie Maryland w Izbie Reprezentantów Stanów Zjednoczonych.
Jego ciało pochowane jest na Narodowym Cmentarzu w Arlington.